# 英敏
英敏，正蓝旗满洲包衣，清朝政治人物、繙譯進士。
嘉慶十四年，登繙譯進士，授主事，后历任吏部郎中。道光五年，任山東道監察御史、掌山東道監察御史。道光七年，任掌京畿道監察御史，巡視北城。此后任廣東高州府知府。